# كارلوس ليموس (لاعب كرة قدم)
كارلوس ليموس (بالإسبانية: Carlos Lemus)‏ هو لاعب كرة قدم تشيلي في مركز حراسة المرمى، ولد في 3 فبراير 1989 في سان فيليبي في تشيلي. شارك مع منتخب تشيلي لكرة القدم. أما مع النوادي، فقد لعب مع إيفرتون دي فينا ديل مار وكولو-كولو.